# Бережниця (Калуський район)
Бережни́ця — село Калуського району Івано-Франківської області. Входить до складу Новицької сільської громади.

## Історія

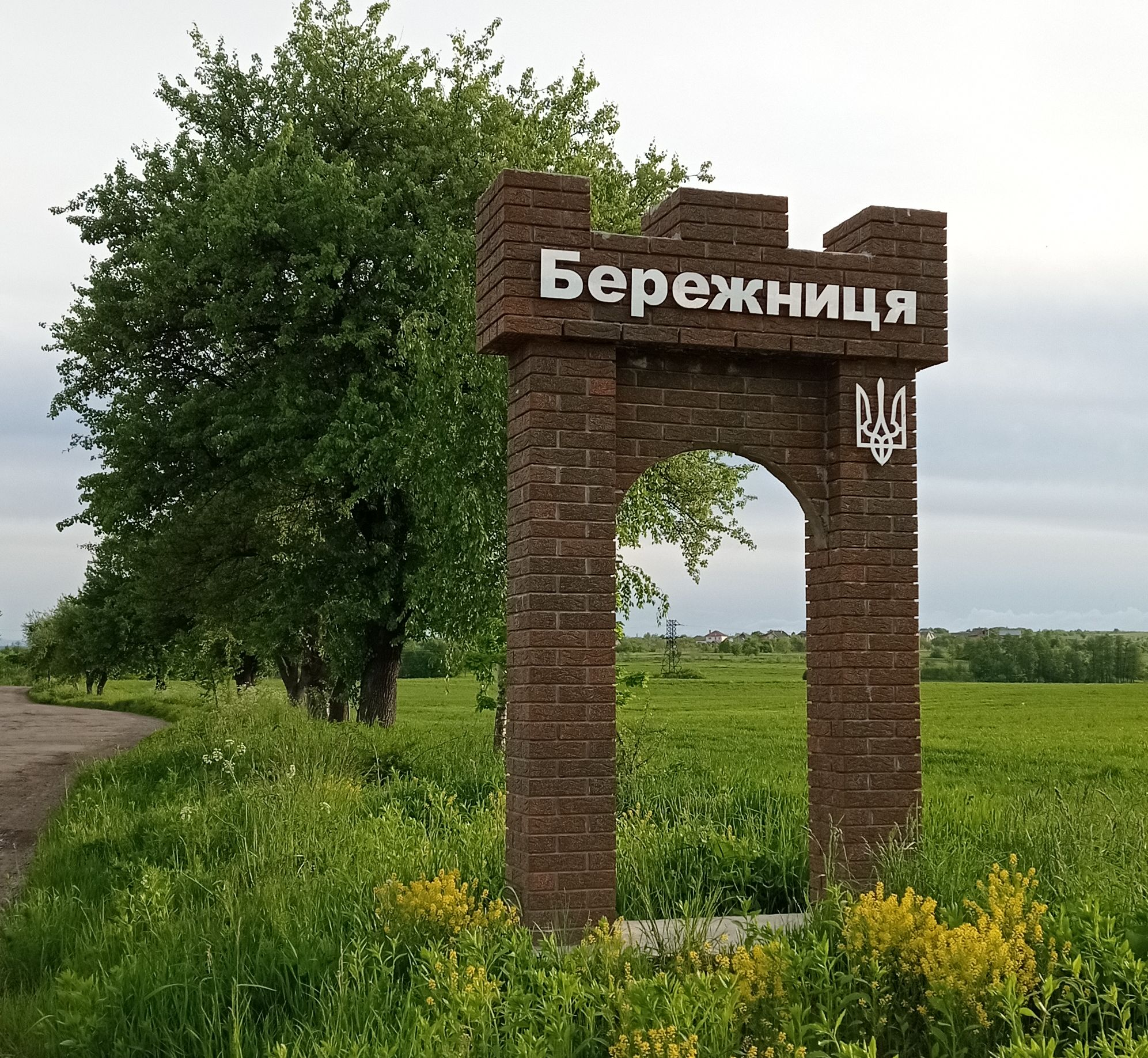
Придорожній символ на тлі села

Одне з найдавніших поселень на Прикарпатті. Ймовірно, назва «Бережниця Шляхоцька» походить від річки Бережниця, що протікає через село.
У люстрації 1469 року задокументоване підтвердження Федором(?) права на село якомусь Димшу з Підмихайля, наданого грамотою князя Опольського і Велюнського Володислава.
Від назви села походить родове прізвище колишніх власників — шляхтичі Бережницькі. Колись у селі стояв замок, що був прихистком при численних набігах татар. У 1648 році замок був захоплений і спалений повсталими селянами і шляхтичами Бережницькими (замок належав посесору Бережниці Феліксу Ясінському).

## Освіта
З другої половини XIX ст. у Бережниці діяла однокласна парафіяльна школа основним завданням якої було навчити учнів елементарної грамоти — читання, друкованого письма і найпростіших обрахунків. Архіви свідчать, наприклад, про те, що коли у 1864 р. в селі проживало 1685 осіб, то школу відвідувало лише 36 дітей. У 1870 році з матеріалу старої церкви на подарованій поміщицею Ясінською земельній ділянці споруджена школа. З 1901 р. в селі діє вже парафіяльна школа, однак, кількість учнів все ще залишається мізерною.
У 1906 р. у Бережниці було відкрито гурток «Просвіта». До його складу тоді входило 11 селян та декілька шляхтичів. Збори гуртка тоді проводили почергово в домі кожного із членів, а вже з наступного, 1907 р. — у будинку сільської кооперативи. «Просвіта», як один з перших осередків організованого життя, сприяла не лише духовному та культурному відродженню українців, але й піднесенню господарської культури населення. Побудова римо-католицької богослужбової каплиці в 1911 році не внесла помітних змін у життя села, у якому розвивалась українська самосвідомість. Це яскраво вилилося в участі жителів села в легіоні Українських січових стрільців.
В Легіоні УСС воювали:
1. БАЗЮК Михайло П.
2. БАЗИШИН Іван Й.
3. ГАШУК Григорій Г.
4. ГРИНИК Михайло П.
5. ДАНІВ Василь П.
6. ЛУЦАН Петро С.
7. ПІКУЛОВИЧ Павло С.
8. ПРОКОПІВ Михайло Ф.
9. МАНЕЛЮК Грйгорій В.
10. ПРОКОПІВ Михайло Ф.
11. МАНЕЛЮК Грйгорій В.
12. МАНЕЛЮК Михайло С.
13. МЕЛЬНИЧУК Дмитро П.
14. МИЦАК Павло В.
15. СУСЛИК Дмитро
16. СУСЛИК Іван П.
17. СУСЛИК Микола А.
18. СУСЛИК Трохим
Коли в 1930 р. єврей Арон Ізак закрив корчму, на її місці в центрі села силами громади звели читальню, у якій займалися члени «Просвіти». На старому місці школа простояла до 1948 р., після того декілька разів переносилась у різні місця поки у 1958 р. не звели сучасне приміщення школи на 250 місць.
До великої просвітницької роботи долучилось товариство «Рідна школа», засноване в селі в 1931 році після переходу двадцяти українських родин до римо-католицької конфесії. Тоді ж членами гуртка у селі було створено дитячий садок. Співпрацюючи зі сільською читальнею та гуртківцями «Просвіти», «Рідна школа» сприяла вивченню української мови, національних звичаїв та традицій, вихованню любові до рідного народу, до України. Підтверджене повітовим плебісцитом 1932 року бажання більшості селян навчати дітей у школі українською мовою зневажив війт-поляк. Всі разом, гуртківці організували в селі мішаний церковний хор і драматичний гурток, про успішні вистави якого на гастролях по сусідніх села знаходимо неодноразові відгуки у повітовій пресі того часу. Вилучені гроші за концерти і вистави громада села спрямовувала на утримання вчителя у сільській школі, для навчання дітей, а також на закупівлю книг із творами українських письменників для сільської читальні, допомогу бідним, інвалідам та одиноким літнім людям. Висока національна свідомість селян підіймала їх на захист своїх прав проти окупантів у рядах УПА. Окупаційна польська влада насаджувала латинництво і полонізацію, використовуючи усі засоби зваблення і залякування. У 1939 році в селі проживало 1620 мешканців, з них 920 українців, 20 поляків і 680 латинників (у тому числі й 500 української шляхти, які в 1935—1936 рр. перейшли на р.-кат. обряд).

### Друга світова війна
Польських окупантів змінили радянські, які негайно почали терор — арешти, убивства і виселення на Сибір.
Жителі с. Бережниці, виселені на чужину у 1941 р.:
1. БАЗЮК Марія Вітівна;
2. МЕЛЬНИК Василь Миколайович;
3. МЕЛЬНИК Володимира Миколаївна; 4. МЕЛЬНИК Ольга Миколаївна;
5. МЕЛЬНИК Марія Миколаївна;
6. МЕЛЬНИК Юстина Миколаївна;
7. МАНЕЛЮК Олексій Прокопович;
8. МЕЛЬНИК Євген Миколайович;
9. МИЦАК Петро;
10. МИЦАК Василь;
11. ПРОКОПІВ Степан.
Прихід німецьких окупантів також ознаменувався терором і вивезенням на примусову працю.
У 1941 році у Німеччину було депортовано:
1. БАЗЮК Ганну Василівну
2. БАЗЮКА Петра Андрійовича
3. БАЗЮКА Степана Прокоповича
4. ВОРОБЦЯ Василя Андрійовича
5. ВОРОБЦЯ Івана Трохимовича
6. ВОРОБЦЯ Михайла Євстахійовича
7. ГАЛІЯ Дмитра Юрійовича
8. МАЦІБОРКО Ганну Василівну
9. МАЦІБОРКО Степана Васильовича
10. СУСЛИКА Василя Григоровича
11. СУСЛИКА Миколу Антоновича
12. СУСЛИКА Михайла Лук'яновича
13. СТАСЮКА Івана Васильовича
14. СТАСЮК Ганну Василівну
15. ПРОКОПІВА Михайла Івановича
16. ПРОКОПІВ Юстину Іванівну
17. ФЛИС Ганну Андріївну
18. ФЛИСА Василя Васильовича
У 1942 році:
1. БАЗЮК Анастасію Семенівну
2. БАЗЮКА Дмитра Семеновича
3. БАЗЮКА Михайла Пилиповича
4. БАЗЮКА Петра Прокоповича
5. БАЗИШИНА Василя Івановича
6. БАЗИШИН Марію Іванівну
7. ВОРОБЦЯ Миколу Матвійовича
8. ВОРОБЕЦЬ Марію Степанівну
9. ВОРОБЦЯ Михайла Миколайовича
10. ВОРОБЕЦЬ Степанію Миколаївну
11. ВОРОБЦЯ Миколу Дмитровича
12. ВОРОБЦЯ Миколу Андрійовича
13. ЗАЛІСЬКОГО Миколу
14. КУЩАК Февроню Яківну
15. КУЩАКА Ярослава Михайловича
16. КОРЖІЯ Івана Васильовича
17. КОРЖІЯ Якова Федоровича
18. ЛУЦАНА Василя Михайловича
19. ЛУЦАН Катерину Іванівну
20. ЛУЦАН Катерину Олексіївну
21. ЛУЦАН А Михайла Олексійовича
22. МАНЕЛЮКА Миколу Степановича
23. МАНЕЛЮКА Петра Миколайовича
24. МЕЛЬНИЧУКА Андрія Даниловича
25. МИХАЙЛІВА Онуфрія Васильовича
26. СТАСЮКА Івана Васильовича
27. СТАСЮКА Степана Васильовича
28. СТАСЮКА Петра Васильовича
29. СУСЛИКА Василя Федоровича
30. ПАНЧИШАКА Миколу Дмитровича
31. ПАНЧИШАК Євдокію Дмитрівну
32. ПАНЧИШАК Марію Миколаївну
33. ПАНЧИШАК Галину Миколаївну
34. ПРОКОПІВА Павла Івановича
35. ЮРКІВА Олексу Олексійовича

### Молох радянської імперії
Повернення радянських окупантів вирізнилося новим терором (якого не вчиняли німці) — насильною мобілізацією в Червону армію зі свідомим і безжальним знищенням мобілізованих бездарним радянським командуванням.
Мобілізовані і повернулись додому:
1. БАЗЮК Микола Васильович
2. ВАСИЛІВ Яків Юрійович — 1922 р. нар.
3. ДАНІВ Михайло Якович — 1908 р. нар.
4. ДОЛИНКА Степан Васильович — 1919 р. нар.
5. МЕЛЬНИЧУК Іван Федорович — 1906 р. нар.
6. ПІКУЛОВИЧ Василь Миколайович — 1921 р. нар.
7. СТАСЮК Василь Якович — 1920 р. нар.
Не повернулись:
1. АНТОХІВ Лук'ян Якимович — 1919 р. нар.
2. БАЗЮК Дмитро Тимофійович — 1916 р. нар.
3. БАЗЮК Іван Федорович — 1908 р. нар.
4. ЛЕСЮК Іван Васильович — 1920 р. нар.
5. ЛЕСЮК Микола Іванович — 1917 р. нар.
6. ЛЕСЮК Олексій Іванович — 1905 р. нар.
7. МАНЕЛЮК Дмитро Миколайович — 1920 р. нар.
8. МИЦАК Степан Іванович — 1923 р. нар.
9. СУСЛИК Микола Федорович — 1922 р. нар.
10. СТАСЮК Петро Васильович — 11. СТАСЮК Антон Васильович — 1903 р. нар.
12. ТИМКІВ Микола Іванович — 1903 р. нар.
13. ЧЕКАНСЬКИЙ Микола Андрійович ~ 1906 р. нар.
14. ЯКОВІВ Федір Іванович — 1922 р. нар.

## Церква
Вперше церква святого Миколая згадується 1684 року без дати побудови. У протоколах генеральних візитацій Львівсько-Галицько-Кам'янецької єпархії 1740—1755 рр. сільська церква описується як дерев'яна і добра, парох Теодор Тихович висвячений у 1727 році, парохія налічувала 40 парохіян-господарів. Нинішня церква Церква св. Миколая (храмове свято 19 грудня) збудована 1874 року. До заборони УГКЦ в 1946 році церква належала до парафії в сусідньому селі Старий Угринів, тривалий час парохом був Андрій Бандера. Австрійська армія конфіскувала в серпні 1916 р. у бережницькій церкві 5 давніх дзвонів діаметром 86, 77, 44, 37 і 34 см, вагою 175, 139, 15, 12 і 7 кг, виготовлених у 1887, 1886, 1782, 1686, 1708 рр. Після війни польська влада отримала від Австрії компенсацію за дзвони, але громаді села грошей не перерахувала.
Нині церквою користується громада, яка належить до Калуського благочиння Івано-Франківської єпархії ПЦУ. Громада греко-католиків збудувала натомість нову церкву.

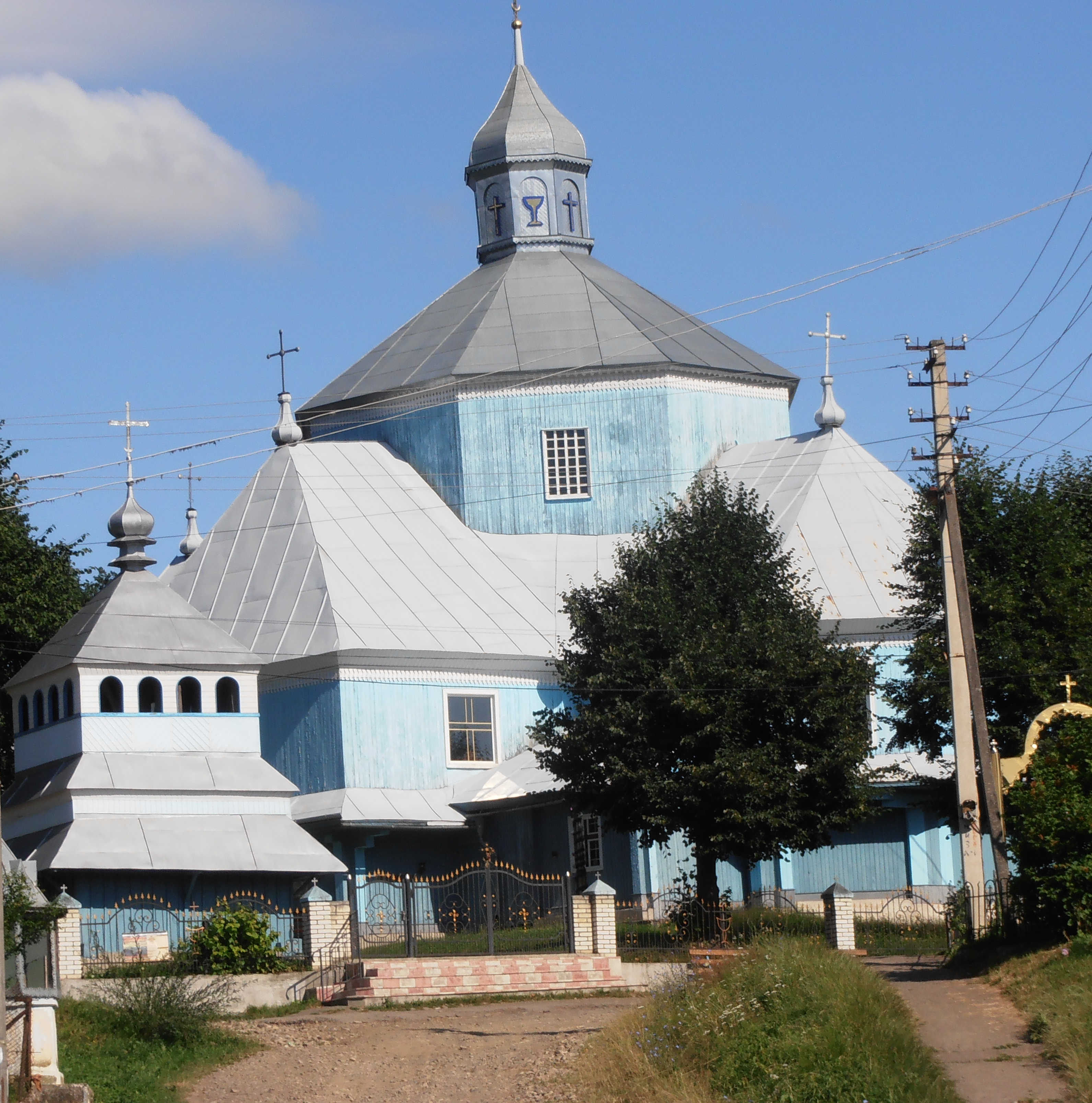
Стара церква
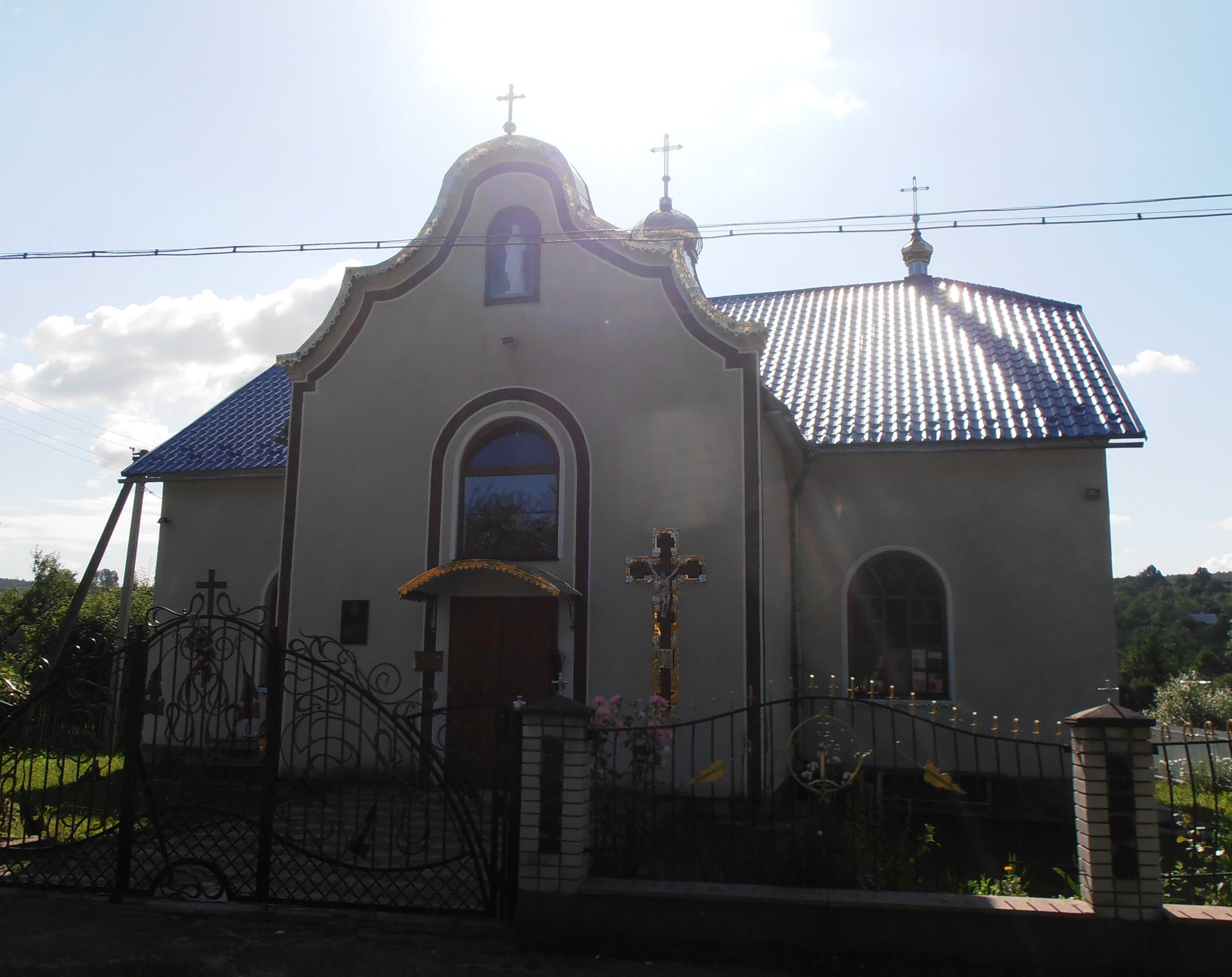
Нова греко-католицька церква

### Боротьба за волю
На боротьбу з жорстоким терором піднялись усі спроможні. Покладені ними життя в нерівній боротьбі стали нащадкам дороговказом до здобуття незалежності. В січні 1946 р. для боротьби з УПА в кожному селі був розміщений гарнізон НКВД, у Бережниці — з 50 осіб (на допомогу готові були 1300 в Калуші, 300 — в Ріп'янці, 300 — в Яворівці і т. д.).
За даними облуправління МГБ у 1949 р. в Калуському районі підпілля ОУН найактивнішим було в селах Бережниця, Добровляни і Довге-Калуське.
19 серпня 1950 р. рішенням Калуського райвиконкому № 300 утворено колгосп імені Лесі Українки, куди загнали 220 селянських господарств.

## Повстанці

### Повстанці, які загинули під час національно-визвольної боротьби 1942—1952рр.
- Антонів Петро Юхимович, 1931 р., стрілець УПА, загинув 28.01.1949 р. в с. Бережниця.
- Бабій Євген Пилипович, 1915 р., директор школи, старшина УПА, загинув у бою в 1945 р. у Галицькому районі.
- Базюк Василь Андрійович, 1922 р., стрілець боївки, загинув у 1945 р. в с. Бережниця.
- Базюк Василь Іванович, 1909 р., загинув під час облави в 1944 р. в с. Бережниця.
- Базюк Євстахій Андрійович, 1923 р., (пс, «Хмара»), підрайонний провідник ОУН, загинув у 1945 р. в с. Новиця.
- Базюк Іван Васильович, 1911 р., стрілець УПА, загинув у 1945 р. в бою в с. 3авій.
- Базюк Микола Іванович, 1928 р., загинув під час облави в 1948 р.
- Базюк Петро Васильович, 1923 р., (пс. «Мирон»), станичний, загинув 28.04.1948 р. в с. Новиця.
- Базюк Петро Якимович, 1929 р., стрілець УПА і боївки, загинув 28 січня 1949 р. біля с. Бережниця.
- Базюк Степан Васильович, 1919 р., стрілець УПА, загину в у бою в 1945 р. в с. Завій.
- Базюк Юрко Андрійович, 1924 р., стрілець боївки, загинув у 1945 р. в с. Бережниця.
- Воробець Василь Антонович, 1927 р., стрілець УПА, загинув у 1945 р. в Карпатах.
- Воробець Василь Максимович, 1921 р., стрілець УПА, загинув у 1945 р. в Карпатах.
- Галій Василь Юркович, 1930 р., стрілець боївки, загинув у 1949 р. в с. Бережниця.[13]
- Галій Дмитро Юркович, розвідник, загинув у 1945 р. в с. Бережниця.
- Голомасюк Марія Василівна, зв'язкова ОУН, загинула 8.11.1948 р.
- Данів Богдан Петрович, 1907 р., (пс. «Левко»), станичний, загинув 20.04.1950 р. в с. Бережниця.
- Копильців Василь Іванович, 1927 р., стрілець боївки, загинув 28.01.1948 р. в с. Бережниця.
- Косило Оксана Юріївна, 1923 р., (пс. «Сніжинка»), санітарка куреня «Гамалїї», загинула 1.11.1944 р. в Чорному лісі.
- Коцан Михайло Васильович, 1925 р., стрілець боївки, загинув 28.01.1954 р. в с. Бережниця.
- Луцан Микола Іванович, 1921 р., загинув під час облави в 1944 р. в с. Бережниця.
- Манелюк Богдан Степанович, 1908 р., пропагандист районного проводу, загинув у 1945 р. в с. Бережниця.
- Манелюк Степан Прокопович, 1916 р., розвідник, загинув у 1946 р. біля с. Підмихайля.
- Мацейко Василь Олексійович, 1917 р., загинув під час облави в 1945 р. в с. Бережниця.
- Мацейко Василь Онуфрійович, 1916 р., загинув під час облави в 1945 р. в с. Бережниця.
- Мацейко Михайло Йосафатович, 1919 р., чотовий УПА, загинув у 1946 р. в Карпатах.
- Мацейко Іван Йосафатович, 1912 р., станичний, загинув у 1945 р. в с. Угринів.
- Мельник Дмитро Гілярович, 1906 р., забезпечував харчуванням, загинув у 1946 р. в с. Бережниця.
- Мельник Ярослав Миколайович, 1919 р., (пс. «Роберт»), крайовий провідник ОУН Карпатського краю, загинув 30.10.46 р. в лісі біля с. Липа Долинського району.
- Мельничук Андрій Данилович, 1921 р., охоронець крайового провідника, загинув 30.10.1946 р. біля с. Липа Долинського району.
- Мельничук Володимир Степанович, 1926 р., (пс. «Володя»), стрілець районної боївки СБ, загинув у 1944 р.
- Мицак Петро Григорович, 1927 р., станичний, загинув у 1948 р.
- Мицак Федір Миколайович, 1927 р., (пс. «Сокіл»), станичний, загинув 7.10.48 р. в с. Бережниця.
- Рижак Йосафат Федорович, 1917 р., стрілець боївки СБ, загинув в 1947 р. в с. Бережниця.
- Скурчак Андрій Йосафатович, 1919 р., повернувся з радянської армії й під час облави в лютому 1949 р. розстріляний солдатами в своїй хаті.
- Скурчак Михайло Йосафатович, 1909 р., стрілець УПА, загинув у 1945 р. в с. Угринів Середній.
- Стасюк Іван Петрович, 1924 р., під час облави загинув у серпні 1944 р. в с. Бережниця.
- Стасюк Петро Гаврилович, 1896 р., стрілець боївки ОУН, загинув у 1946 р. в с. Бережниця.
- Смук Володимир Михайлович, 1927 р., (пс. «Ігор»), кущовий інформатор СБ, загинув 18.11.1950 р. в с. Бережниця.
- Суслик Василь Антонович, 1921 р., стрілець розвідки УПА, загинув у 1945 р.
- Суслик Дмитро Федорович, 1922 р., кулеметник куреня «Різуна», загинув у 1945 р. в бою біля с. Завій.
- Суслик Яків Михайлович, 1922 р., стрілець куреня «Різуна», загинув у 1945 р. біля с. Рівня, Рожнятівського району.
- Шевчук Теодозій, 1924 р., стрілець боївки СБ, загинув у 1946 р. в с. Бережниця.

#### В 1949р. між селами Бережниця і Завій загинули члени боївки СБ
- Липович Федір Михайлович, 1925 р.н., (пс. «Нечай»), з с. Небилів Рожнятівського р-ну;
- Луців Михайло Васильович, 1922 р.н., (пс. «Морок», «Медвідь»), з с. Тужилів;
- Галій Василь Юркович, 1936 р.н., з с. Бережниця;
- стрілець (пс. «Чорний» (прізвище невідоме)).

29.05.1994 р. на місці загибелі поставлено хрест.

#### 18 листопада 1950р. біля с. Бережниця в бою у Глибокому Потоці загинуло 8 повстанців з крайового проводу ОУН, а саме
- Слободян Степан, уродженець Тернопільської обл., (пс. «Єфрем», «Клим», «12»), член крайового проводу «Захід-Карпати» ОУН, начальник політвиховного відділу, крайовий провідник ОУН[14].
- Німа Марія, 1925 р., з с. Старі Скоморохи, дружина Слободяна, друкарка крайового проводу, з 1945 р. провідник жіночої сітки Калуського окружного проводу.
- Духович Прокіп Омелянович, 1920 р., з с. Крилос Галицького р-ну, (пс."Дора", «Петро», «Іван», «Мар'ян»), провідник СБ Калуського окружного проводу.
- Камінський Василь Іванович, 1923 р., з с. Ганнівці Галицького р-ну, (пс. «Галенко»), охоронець Калуського окружного проводу.
- Морис Іван («Дуб»), 1926 р. н. — охоронець Калуського окружного Проводу ОУН.
- Юрків Іван («Кармелюк»), 1926 р. н. — охоронець Калуського окружного Проводу ОУН.
- Смук Володимир Михайлович, 1927 р.н., псевдо «Ігор», кущовий інформатор СБ, родом із с. Бережниця.
- Ще одна особа, тіло якої сильно обгоріло, залишилась не ідентифікованою.[15][16]

### Учасники Національно-визвольної боротьби 1942—1952рр., які були засуджені Військовим трибуналом Станіславської області
- Базюк Іван Олексійович, 1918 р., (пс. «Шпак»), стрілець сотні Летуна, заарештований 24.07.46 р. і засуджений на 15 р. ВТР, покарання відбував на Колимі.
- Базюк Микола Васильович, 1914 р., зберігав зброю, заарештований 20.11.44 р. і засуджений на 10 р. ВТР, покарання відбував в Іркутській обл.
- Базюк Микола Федорович, 1914 р., харчував повстанців, заарештований у 1945 р. і під час етапу помер у вагоні.
- Базюк Петро Андрійович, 1924 р., (пс. «Ялиця»), стрілець сотні «Бойка» к. «Різуна», заарештований 17.09.44 р. на 20 р. КТР, покарання відбував у Степлагу, Карагандинська обл.
- Базюк-Гівчак Юстина Василівна, 1918 р., (пс. «Марійка»), санітарка сотні «Хмари», провідниця жіночої сітки ОУН Перегінського р-ну, заарештована 15.02.46 р. і засуджена на 10 р. ВТР, відбувала в Степлагу, Карагандинська обл.
- Бережницький Іван Михайлович, 1925 р., розвідник і зв'язковий УПА, заарештований 9.04.1945 р., засуджений на 15 р. ВТР, помер у 1947 р. в таборі Куйбишевської обл.
- Бережницький Павло Йосифович, 1916 р., (пс. «Олень»), господарчий станичний, заарештований 14.09.1945 р. на 10 р. ВТР.
- Бережницький Петро Михайлович, 1918 р., засуджений в 1946 р. на 10 р. ВТР.
- Воробець Матвій Максимович, 1891 р., розвідник ОУН, заарештований 20.01.49 р. на 10 р. ВТР, помер 23.04.1954 р. в таборі Іркутської обл. Тайшетлаг-Озерлаг.
- Воробець Михайло Васильович, 1928 р., інформатор, заарештований 31.01.1951 р. на 25 р. ВТР, покарання відбував в Озерлагу.
- Галій Іван Федорович, 1915 р., засуджений на 10 р. ВТР, покарання відбував в Степлагу.
- Галій Катерина Іванівна, 1923 р., засуджена в 1946 р. на 10 р. ВТР, покарання відбувала в Мінлагу, Інта.
- Галій Михайло Іванович, 1915 р., засуджений в 1946 р. на 10 р. ВТР, покарання відбував у Степлагу.
- Крушець Михайло, 1924 р., засуджений в 1944 р. на 10 р. ВТР, покарання відбував у Мінлагу.
- Ліщинський Володимир Степанович, 1940 р., учень, склав і вивісив антирадянську листівку, засуджений 15.12.56 р. на 5 р. ВТР, покарання відбував у Дубровлагу.
- Луцан Василь Михайлович, 1926 р., засуджений в 1950 р. на 25 р. ВТР, покарання відбував у м. Норильськ, Горлаг.
- Луцан Василь Миколайович, 1926 р., рядовий в/ч 92091, за антирадянську пропаганду серед військовослужбовців засуджений 21.10.50 р. на 25 р., покарання відбував в таборах Магаданської обл., Колима.
- Луцан Степан Йосифович, 1919 р., забезпечував харчуванням, заарештований 20.03.45 р. і засуджений на 10 р. ВТР.
- Мазур Василь Іванович, 1922 р. з с. Станькова, («Микольцьо»), заарештований 03.08.1947 р. і засуджений на 10 р. ВТР, покарання відбував у Воркуті, край Комі.
- Манелюк Агафія Григорівна, 1934 р., засуджена у 1949 р. на 25 р. ВТР, покарання відбувала в м. Інта, край Комі.
- Манелюк Михайло Степанович, 1892 р., розвідник УПА, заарештований 20.01.49 р. і засуджений на 25 р. ВТР, покарання відбував в Дубравлагу, Мордовія,
- Манелюк Ольга Володимирівна, 1930 р., зв'язкова районної боївки, засуджена 1949 р. на 25 р. ВТР, покарання відбувала в м. Інта.
- Манелюк Олекса Прокопович, 1911 р., член УВО і ОУН, засуджений Станіславським облсудом в 1939 р. на 10 р. ВТР, помер у 1940 р. в таборі м. Інта край Комі.
- Мельник Микола Іларіонович, 1887 р., (пс. «Батько»), батько «Роберта», заарештований 22.11.47 р. і засуджений на 10 р. ВТР.
- Мельник Оксана Миколаївна, 1922 р., (пс. «Соня»), чл. ОУН, заарештована 25.09.47 р. і засуджена ОСО на 10 р. ВТР, покарання відбувала на Колимі.
- Мельничук Василь Григорович, 1927 р., (пс. «Дьомін»), стрілець боївки «Нечая», заарештований 7.04.46 р. і засуджений на 10 р. ВТР.
- Мельничук Василь Іванович, 1920 р., стрілець ВПЖ «Зміюки», стрілець СБ, засуджений в 1946 р. на 10 р. КТР, покарання відбував у Норильську і Тайшетлагу.
- Мельничук Катерина Іванівна, 1928 р., харчувала повстанців, заарештована 10.09.47 р. і засуджена на 10 р. ВТР.
- Мельничук Ярослава-Стефанія Степанівна, 1923 р., (пс «Сороката»), старша санітарка сотні «Хмари», заарештована 28.03.46 р. і загинула в Станіславській тюрмі 6.05.46 р.
- Мицак Василь Григорович, 1922 р., (пс. «Сокіл»), стрілець сотні «Бея», заарештований 12.09.45 р. на 10 р. ВТР, покарання відбував в м. Інта (Мінлаг).
- Петрів Юрій Іванович, 1908 р., засуджений в 1945 р. на 10 р. ВТР.
- Суслик Василь Якович, 1913 р.,засуджений в 1946 р. на 10 р. ВТР, покарання відбував в таборах Колими.
- Федорів Микола Юркович, 1920 р., засуджений в 1951 р. на 25 р. ВТР, покарання відбував м. Воркута.
- Якимович Михайло Васильович, 1939 р., учень, за виготовлення антирадянської листівки, заарештований 15.12.56 р. і засуджений облсудом на 5 р., покарання відбував у Мордовії.
- Яковів Анастасія Іванівна, 1924 р., заарештована 26.02.45 р. і засуджена на 10 р. ВТР, покарання відбувала в м. Інта.
- Яніцький Володимир Миколайович, 1920 р., (пс. «Орел»), стрілець сотні «Гонти», заарештований 74.06.46 р. на 15 р. ВТР, покарання відбував у Воркуті.
- Яніцький Іван Ілліч, 1929 р., (пс. «Комар»), стрілець сотні «Ґонти», заарештований 16.02.46 р. і засуджений на 10 р. ВТР, помер в таборі Тайшетлаг (Іркутська обл.) 16.08.54.
- Ярема Ганна Василівна, 1924 р., (пс. «Калина»), зв'язкова станиці, заарештована 6.03.46 р. і засуджена на 10 р. ВТР, покарання відбувала в м. Інта.

### Родини, які були вивезені на спецпоселення з с. Бережниця до Сибіру в 1945—1950рр.
- Базюк Андрій Петрович, 4 ос, в 1947 р. в Карагандинську обл.
- Базюк Дем'ян, 4 ос, в 1947 р. в Карагандинську обл.
- Базюк Катерина Юріївна, в 1947 р. в Карагандинську обл.
- Базюк Марія Йосипівна, 3 ос, в 1947 р. в Карагандинську обл.
- Базюк Марія Яківна, 1 ос, в 1947 р. в Карагандинську обл.
- Базюк Прокіп Васильович, 3 ос, в 1945 р. в Архангельську обл.
- Базюк Прокіп Федорович, 3 ос, в 1945 р. в Архангельську обл.
- Базюк Степан Іванович, в 1947 р. в Архангельську обл.
- Бережницький Іван Михайлович, 2 ос, в 1945 р. в Архангельську обл.
- Воробець Василь Матвійович, в 1449 р. в Хабаровський край.
- Воробець Володимир Матвійович, 5 ос, в 1949 р. в Хабаровський край.
- Воробець Катерина Матвіївна, в 1449 р. в Хабаровський край.
- Воробець Марія Андріївна, в 1949 р. в Хабаровський край.
- Воробець Ольга Матвіївна, в 1449 р. в Хабаровський край.
- Воробець Петро Матвійович, в 1449 р. в Хабаровський край.
- Галій Анастасія Василівна, в 1949 р. в Хабаровський край.
- Галій Василь Іванович, 1 ос, в 1449 р. в Хабаровський край.
- Галій Іван Федорович, в 1949 р в Хабаровський край.
- Галій Марія Василівна, в 1949 р. в Хабаровський край.
- Галій Марія Петрівна, в 1949 р. в Хабаровський край.
- Галій Михайло Іванович З ос, в 1945 р. в Карагандинську обл. (там і помер).
- Галій Степанія Василівна, в 1949 р. в Хабаровський край.
- Коржій Ганна Михайлівна, в 1949 р. в Хабаровський край.
- Коржій Ірина Михайлівна, в 1949 р. в Хабаровський край.
- Коржій Марія Михайлівна, в 1949 р. в Хабаровський край.
- Коржій Надія Михайлівна, в 1949 р. в Хабаровський край.
- Коржій Михайло Васильович, 4 ос., в 1949 р. в Хабаровський край.
- Коржій Олександра Михайлівна, в 1949 р. в Хабаровський край.
- Коржій Ольга Михайлівна, в 1949 р. в Хабаровський край.
- Коржій Параска Яківна, в 1949 р. в Хабаровський край.
- Коржій Ярослав Михайлович, в 1949 р. в Хабаровський край.
- Ліщинський Петро Іванович, 3 ос, в 1945 р. в Карагандинську обл.
- Ліщинський Олекса Костянтинович, 2 ос, в 1945 р. в Карагандинську обл. (там і помер).
- Луцан Богдан Йосипович, в 1949 р. в Хабаровський край.
- Луцан Василь Йосипович, в 1949 р. в Хабаровський край.
- Луцан Йосиф Степанович, З ос, в 1945 р. в Карагандинську обл. (там і помер).
- Луцан Йосиф Прокопович, 7 ос, в І949 р. в Хабаровський край.
- Луцан Катерина Олексіївна, в 1949 р. в Хабаровський край.
- Луцан Марія Йосипівна, в 1949 р. в Хабаровський край.
- Луцан Марія Федорівна, в 1949 р. в Хабаровський край.
- Луцан Микола Федорович, в 1949 р. в Хабаровський край.
- Луцан Микола Йосипович, в 1949 р. в Хабаровський край.
- Луцан Михайло Федорович, в 1949 р. в Хабаровський край.
- Луцан Параска Василівна, в 1949 р. в Хабаровський край.
- Луцан Степанія Йосипівна, в 1949 р. в Хабаровський край.
- Луцан Федір Миколайович, 4 ос, в 1949 р. в Хабаровський край,
- Манелюк Володимир Степанович, З ос, в 1949 р. в Хабаровський край.
- Манелюк Марія Миколаївна, 3 ос, в 1940 р. в Красноярський край.
- Манелюк Марія Петрівна, 2 ос, в 1947 р., у Карагандинську обл.
- Манелюк Марія Прокопівна, в 1949 р. в Хабаровський край.
- Манелюк Надія Богданівна, в 1945 р. в Архангельську обл.
- Манелюк Петро, в 1947 р. в Карагандинську обл.
- Манелюк Тарас Володимирович, в 1949 р. в Хабаровський край.
- Манелюк Юстина Андріївна, 7 ос, в 1940 р. в Красноярський край.
- Мельник Петро, 2 ос, в 1947 р. в Карагандинську обл,
- Мицак Василь. 2 ос, в 1945 р. в Карагандинську обл.
- Прокопів Андрій Іванович, 4 ос, в 1950 р. в Амурську обл.
- Прокопів Ганна Іванівна, в 1949 р. в Амурську обл.
- Прокопів Іван Андрійович, в 1949 р. в Амурську обл.
- Прокопів Іван Федорович, в 1949 р. в Хабаровський край.
- Прокопів Марія Андріївна, в 1949 р. в Амурську обл.
- Прокопів Надія Федорівна, в 1949 р. в Хабаровський край.
- Прокопів Михайло Михайлович, в 1949 р. в Хабаровський край
- Прокопів Степан, 3 ос, в 1945 р. в Карагандинську обл.
- Прокопів Степанія Юріївна, в 1949 р. в Хабаровський край.
- Прокопів Федір Іванович, 4 ос, в 1949 р. в Хабаровський край.
- Рижак Єфросинія Романівна, в 1945 р. в Карагандинську обл.
- Рижак Февронія, в 1947 р. в Карагандинську обл.
- Скурчак Марія Йосипівна, 2 ос, в 1947 р. в Карагандинську обл.
- Скурчак Мирослава Михайлівна, в 1945 р. в Карагандинську обл.
- Стасюк Анастасія Трохимівна, 3 ос, в 1947 р. в Карагандинську обл.
- Стасюк Галина Іванівна, в 1949 р. в Хабаровський край.
- Стасюк Євдокія Петрівна, в 1949 р. в Хабаровський край.
- Стасюк Іван Антонович, в 1949 р. в Хабаровський край.
- Стасюк Іван Петрович, 2 ос. в 1949 р. в; Хабаровський край.
- Суслик Іван Антонович, 3 ос, в 1949 р. в Хабаровський край.
- Суслик Петро Іванович, в 1949 р. в Красноярський край.
- Суслик Тарас Іванович, в 1949 р. в Красноярський край.
- Суслик Юстина Іванівна, в 1949 р. в Красноярський край.

### Колгоспне щастя
У ніч з 9 на 10 лютого 1950 року в селі організовано колгосп імені Лесі Українки шляхом терору і залякування селян прибулою групою озброєного районного начальства. Селяни працювали за трудодні і рятувалися виїздом на заробітки. Згодом колгосп був приєднаний до колгоспу в Підмихайлі як бригада. У роки незалежності колгосп розпущений.

## Соціальна сфера
Народний дім, школа I—II ст., ФАП, 306 дворів, 1046 мешканців. Існує створений на громадських засадах Музей родини Зайчкових.

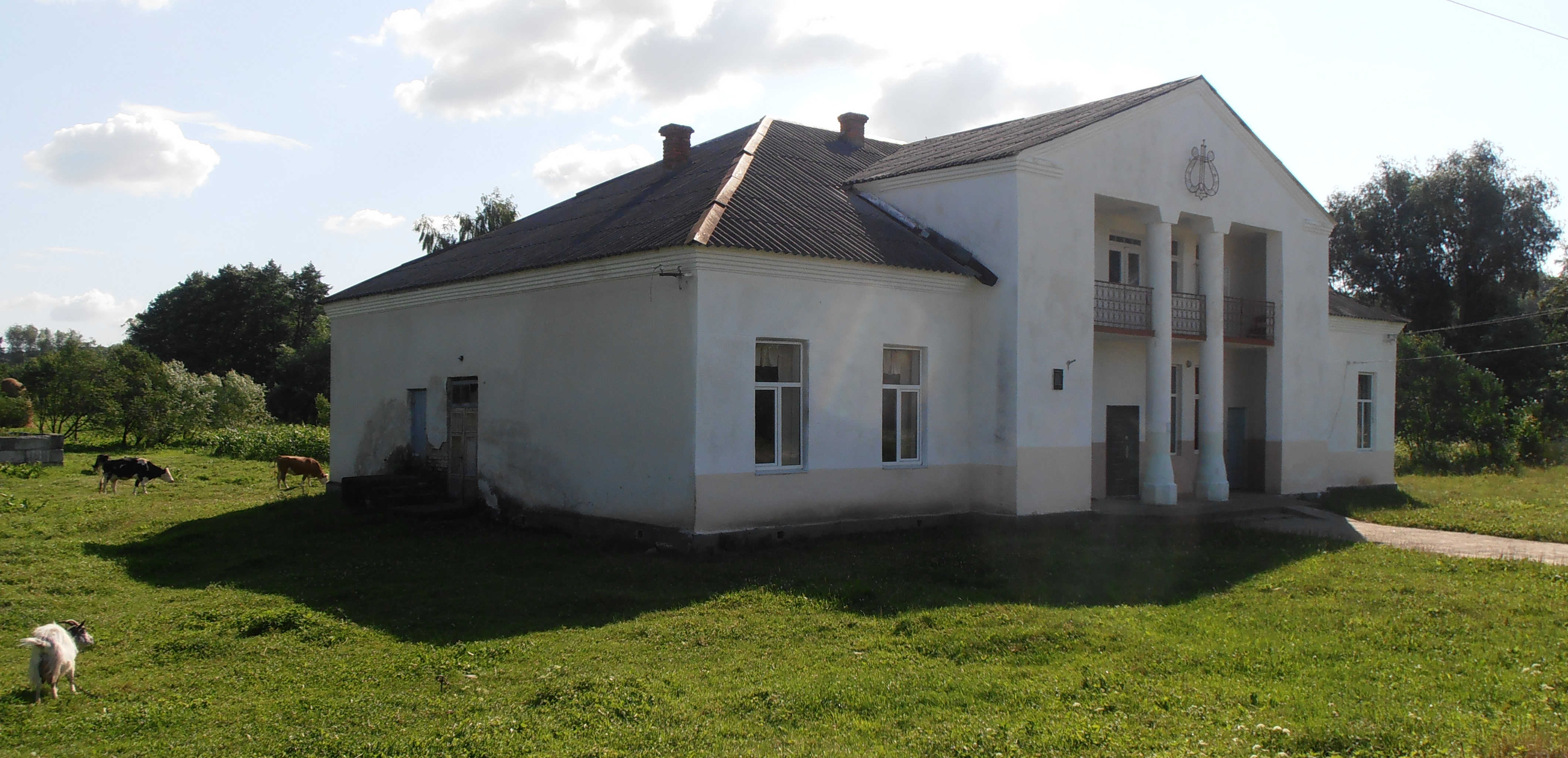
Народний дім
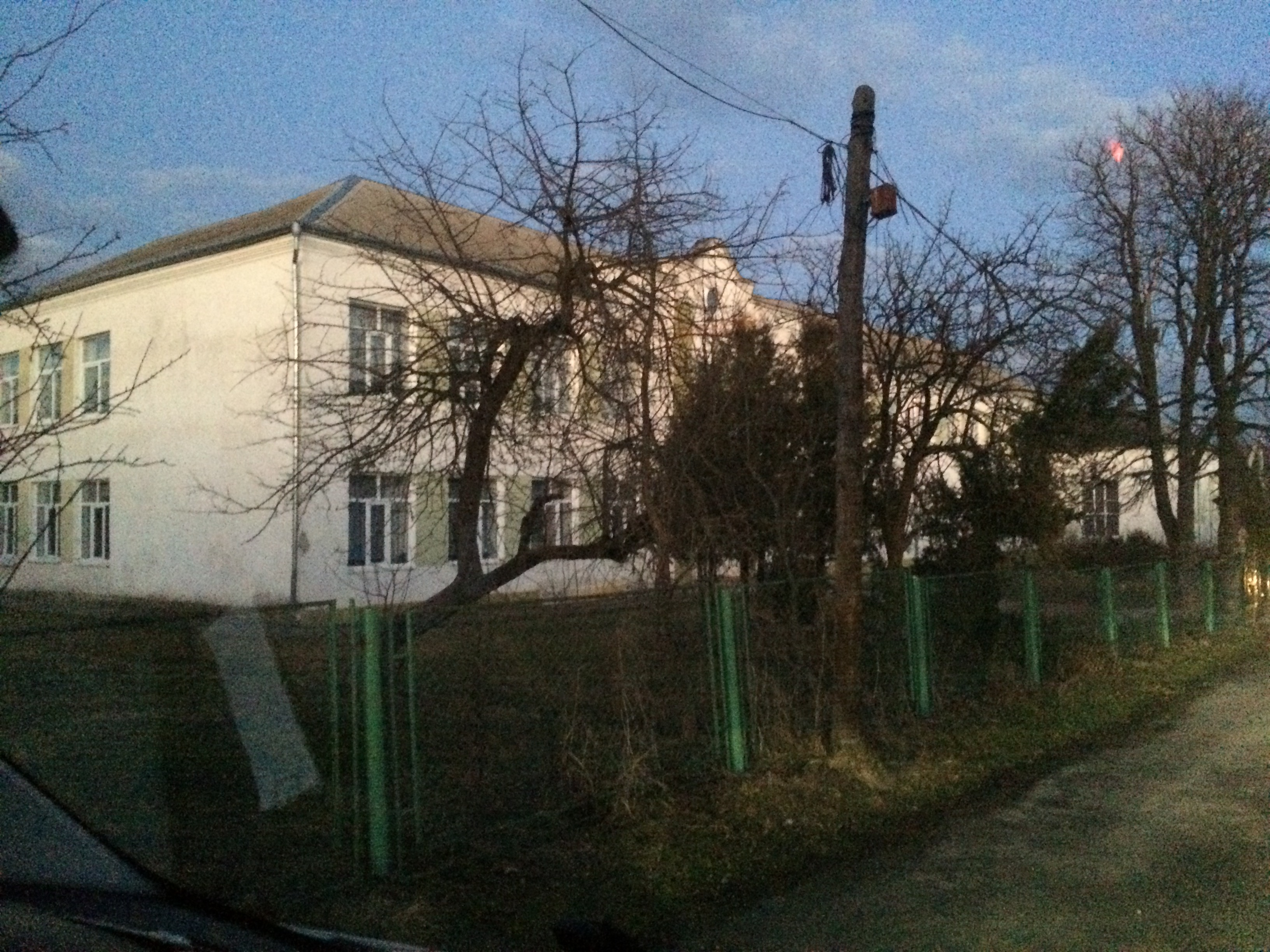
Школа в Бережниці
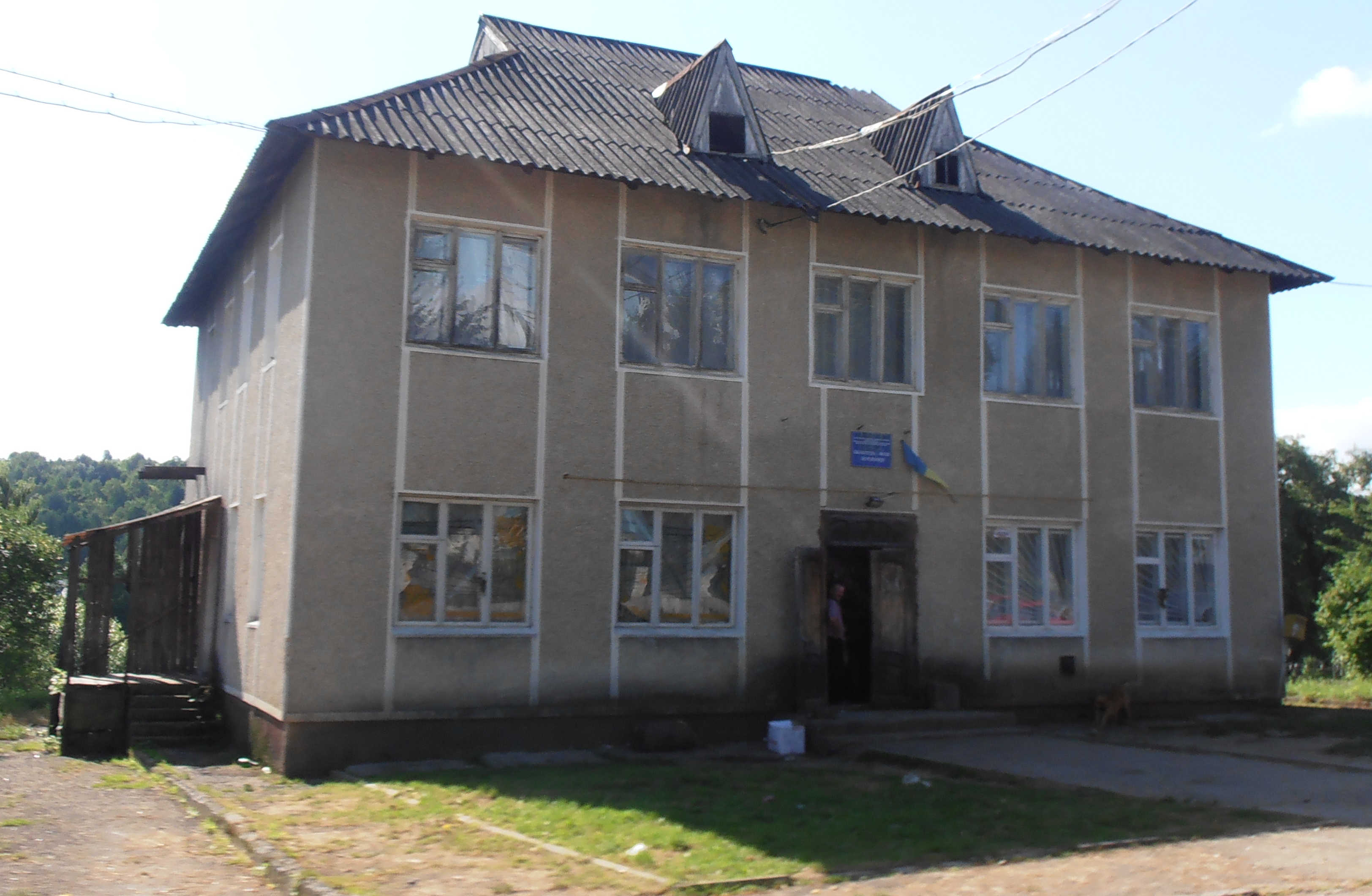
Фельдшерсько-акушерський пункт
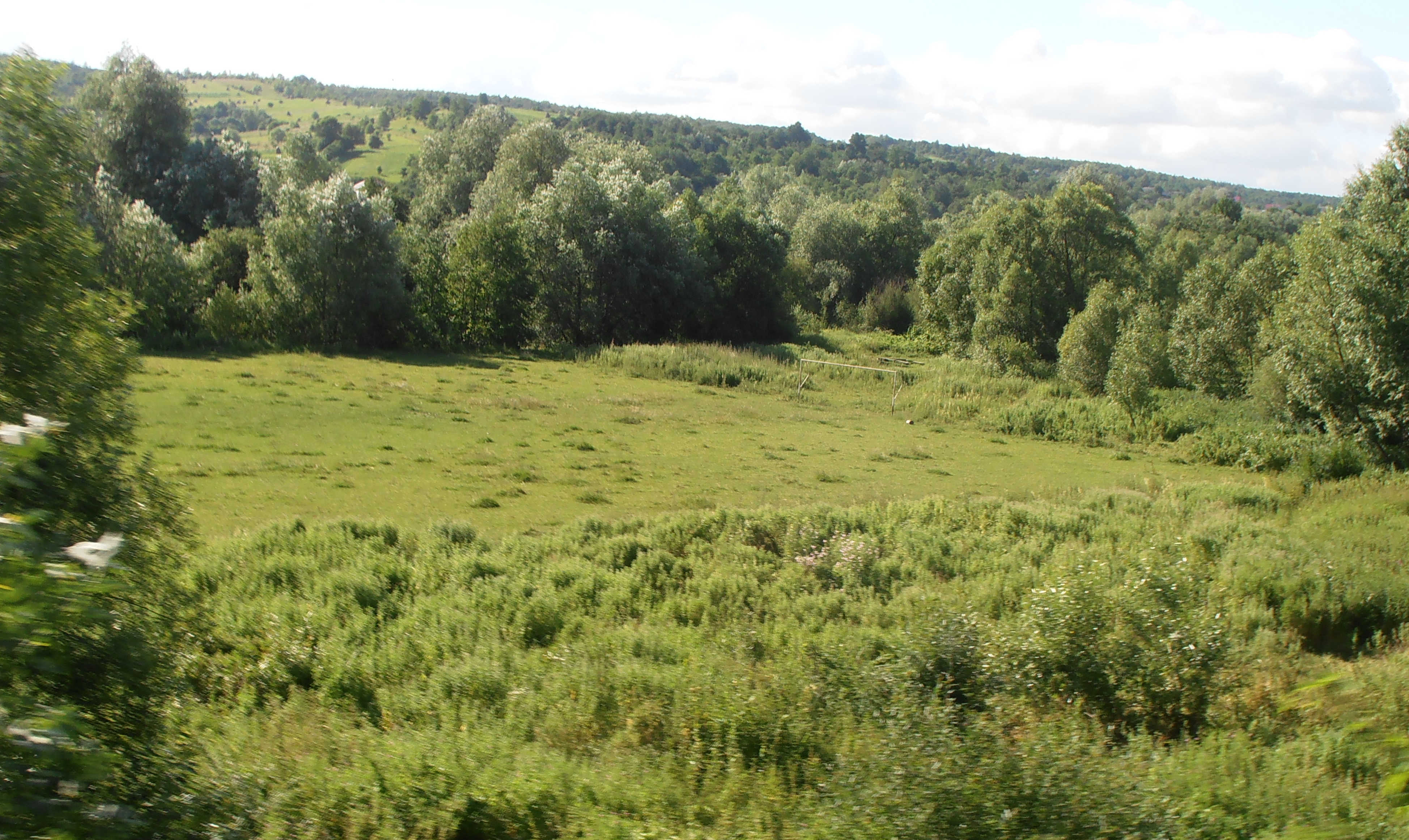
Стадіон

## Вулиці
У селі є вулиці:
- Базюків
- Довбуша
- Зарічна
- Зелена
- Івана Франка
- Лесі Українки
- Лисенка
- Мельника
- Михайла Грушевського
- Молодіжна
- Перемоги
- Поповича
- Романа Шухевича
- Січових Стрільців
- Степана Бандери
- Тараса Шевченка
- Чорновола

## Відомі люди
В селі Бережниця Калуського повіту, Станіславської області в багатодітній сім'ї заможного селянина 1919 року народився Ярослав Мельник «Роберт» — керівник крайового проводу ОУН Карпатського краю.